# Oberlödla
Oberlödla ist ein Ortsteil und der Hauptort der Gemeinde Lödla im Landkreis Altenburger Land in Thüringen.

## Geografie

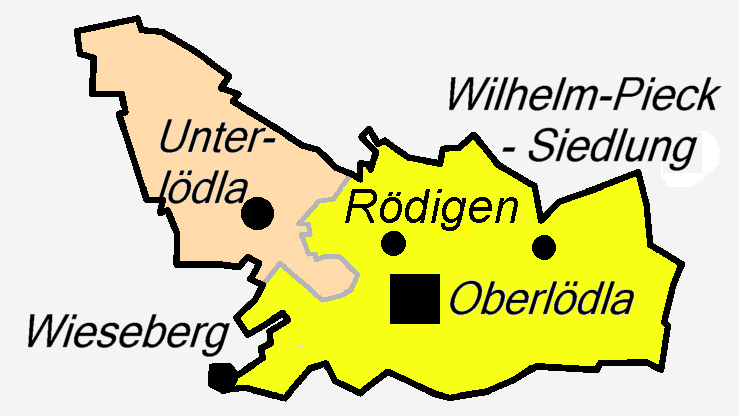
Lage von Oberlödla in der Gemeinde Lödla

Oberlödla liegt auf einem Höhenrücken des Altenburg-Zeitzer Lößhügellandes, der die Wasserscheide zwischen Gerstenbach und Deutschem Bach bildet. Das Stadtzentrum der Kreisstadt Altenburg liegt vier Kilometer östlich des Ortes. Die Bundesstraße 180 tangiert den Ort im Nordosten.
An Oberlödla grenzt im Norden Rödigen, im Osten die Wilhelm-Pieck-Siedlung und die Stadt Altenburg, im Süden Steinwitz als Ortsteil der Stadt und im Westen Unterlödla.

## Geschichte

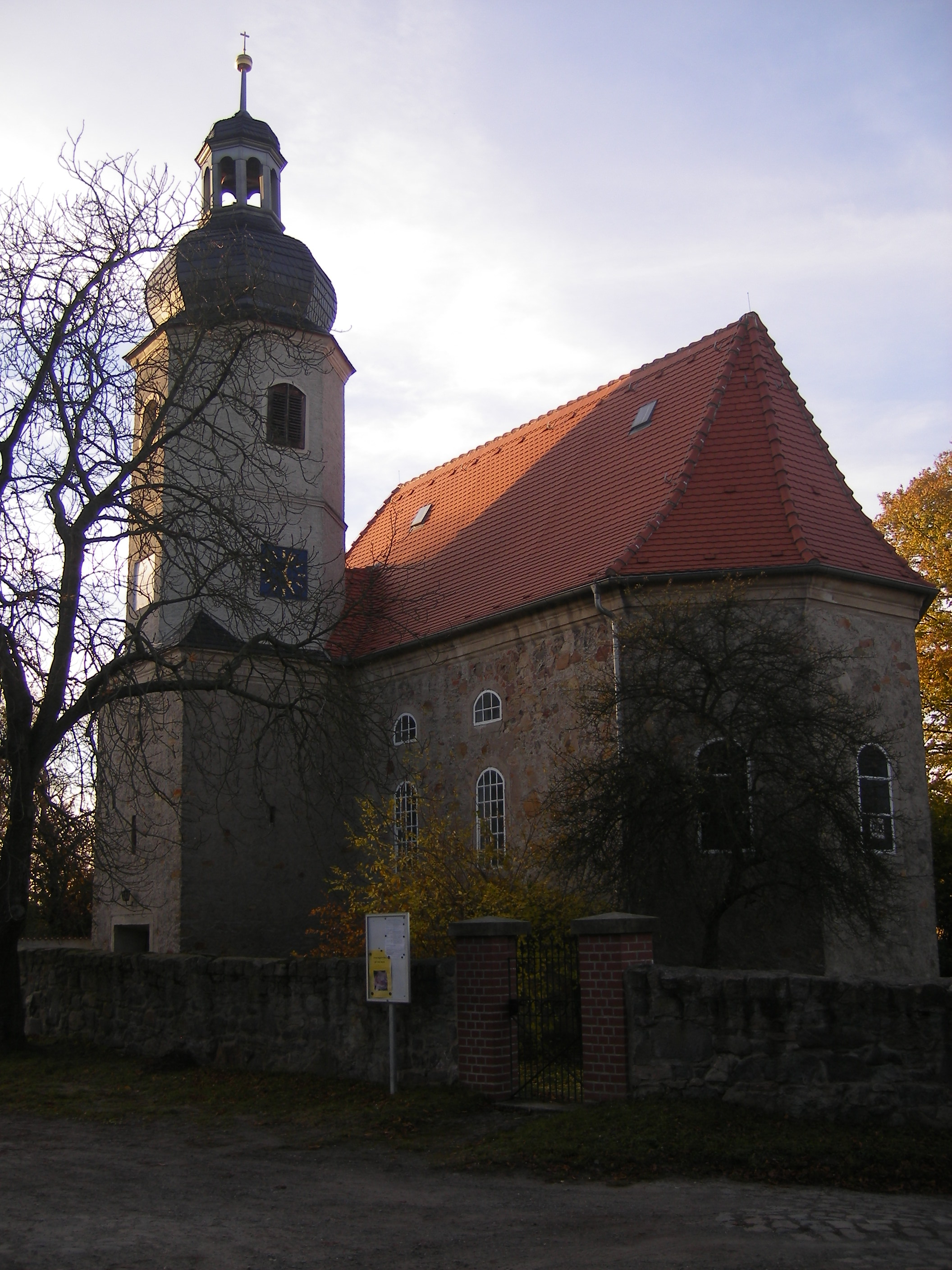
Barocke Kirche in Oberlödla

Die Ersterwähnung von Oberlödla als Lidillo erfolgte zwischen 1181 und 1214 im Zehntverzeichnis des Klosters Bosau. Eine Adelsfamilie namens Lödla (Lidelaw) wurde 1218 genannt. In dem Ort existierte ein Rittergut. Beide Lödla-Orte zählten im 13. Jahrhundert zur Lehnsherrschaft der Burggrafen von Altenburg. Seit dem 16. Jahrhundert gehörte Oberlödla zum wettinischen Amt Altenburg, welches aufgrund mehrerer Teilungen im Lauf seines Bestehens unter der Hoheit folgender Ernestinischer Herzogtümer stand: Herzogtum Sachsen (1554 bis 1572), Herzogtum Sachsen-Weimar (1572 bis 1603), Herzogtum Sachsen-Altenburg (1603 bis 1672), Herzogtum Sachsen-Gotha-Altenburg (1672 bis 1826).
1682 wurde in Oberlödla das Schloss errichtet, welches 1945 zerstört wurde. Schloss und Rittergut von Oberlödla waren bis 1945 im Besitz der Familie von Poellnitz. Als Stammvater gilt Friedrich Karl von Poellnitz (1682–1760). Weitere namhafte Vertreter waren u. a. der K. u. K. Rittmeister Joseph Karl von Poellnitz (1815–1897), verheiratet mit Mathilde von und zu Mannsbach, dann deren Sohn Arndt von Poellnitz (1859–1921), Sachsen-Altenburgischer Kammerherr.
Durch die 1697 erfolgte Einpfarrung von Unterlödla in die Parochie Oberlödla war die alte Kirche, die 1389 erstmals erwähnt wurde, zu klein. Somit wurde die Kirche St. Marien im Jahr 1698 wesentlich umgebaut und erhielt so ihr heutiges barockes Aussehen. Kirche und Schloss besaßen eine gewisse bauliche Ähnlichkeit. Kurz vor der Völkerschlacht bei Leipzig lieferten sich bereits am 28. September 1813 russisch-preußische und französische Truppen nahe dem Ort ein Gefecht.
Bei der Neuordnung der Ernestinischen Herzogtümer im Jahr 1826 kam Oberlödla wiederum zum Herzogtum Sachsen-Altenburg. Nach der Verwaltungsreform im Herzogtum gehörte der Ort bezüglich der Verwaltung zum Ostkreis (bis 1900) bzw. zum Landratsamt Altenburg (ab 1900). Seit 1918 lag Oberlödla im Freistaat Sachsen-Altenburg, der 1920 im Land Thüringen aufging. 1922 wurde der Ort dem Landkreis Altenburg zugeteilt.

### Braunkohlenbergbau
Seit 1809 wurde in Oberlödla Braunkohle abgebaut. Bereits im Jahre 1766 gab es Bemühungen diese zu fördern, allerdings verbot dies der damalige Rittergutsbesitzer. Schon 1836 sind jedoch zwölf Gruben zwischen Rödigen und Wiesenmühle in Betrieb, die zum Meuselwitz-Altenburger Braunkohlerevier gehörten. Die Blütezeit begann allerdings erst mit dem Bau der Straße von Altenburg nach Meuselwitz 1842. Im Jahr 1906 wurde der Herzog-Ernst-Schacht eröffnet, der bereits 1912 stillgelegt wurde, aber bis zum kompletten Erschöpfen des Kohlevorkommens 1941 betrieben wurde. Er besaß eine Brikettfabrik und einen eigenen Bahnanschluss. Von 1947 bis zum endgültigen Ende des Bergbaues in Oberlödla 1953, da die Ausbeute im Vergleich zu Zechau oder Rositz zu gering war, wurde die Grube Erfurt nahe dem sich südwestlich anschließenden heutigem Naturschutzgebiet Lödlaer Bruch betrieben.

### Weltkriege
Im Ersten Weltkrieg fielen 37 Soldaten aus Oberlödla, Rödigen und Unterlödla, ihnen wurde 1920 auf dem Friedhof in Oberlödla ein Gedenkstein gewidmet.
Bei der Bombardierung des Werkes der Deutschen Erdöl AG (DEA) in Rositz vom 14. Februar 1945 wurde Oberlödla zu 80 Prozent zerstört. Insgesamt starben in dieser Nacht 115 Personen. Auch das Schloss, in dem ein Luftschutzkeller eingerichtet war, wurde bei dem Luftangriff am Südwesteck getroffen und teilweise zerstört. In ihm starben unter einem Kreuzgewölbe 36 Menschen, unter anderem der Rittergutsbesitzer Karl von Poellnitz, ein bekannter Botaniker und Ehrenmitglied der „Naturforschenden Gesellschaft des Osterlandes“. Unter den Opfern waren auch seine Frau Margarethe und seine 9-jährige Tochter. Die beiden Söhne wurden, nachdem sie aus sowjetischer Kriegsgefangenschaft entlassen worden waren, verhaftet und zu Zwangsarbeit in der Braunkohlegrube eingesetzt. Es gelang ihnen die Flucht nach Westdeutschland.
Die vielen Bombenopfer fanden keinen Platz innerhalb des umgrenzten Friedhofs von Oberlödla, sondern wurden hinter der Friedhofsmauer beerdigt. Heute (2016) erinnert nichts mehr an das große Gräberfeld, auch kein Gedenkstein auf dem Friedhof.
1948 wurde im Zuge der Bodenreform auf der Basis des Befehls 209 der sowjetischen Besatzungsmacht nahezu die gesamte Gutsanlage abgerissen. Die ebenfalls von Bomben getroffene Kirche wurde von 1949 bis 1951 wieder erneuert.

### DDR- und Nachwendezeit
Am 1. Juli 1950 wurde Oberlödla mit seinem Ortsteil Rödigen mit dem bis dahin eigenständigen Unterlödla zur Gemeinde Lödla vereinigt, der Ort blieb Hauptort der neuen Kommune. In dieser Zeit wurde auch Wieseberg von Lossen nach Lödla umgegliedert. Nach der Bodenreform wurde östlich des Ortes an dem stillgelegten Herzog-Ernst-Schacht die Wilhelm-Pieck-Siedlung errichtet. Sie bestand aus zehn Neubauernstellen. Die Bauern gründeten bereits 1952 eine LPG vom Typ I, die sich später der vom Typ III in Monstab anschloss. In Oberlödla wurde 1966 ein neuer Kindergarten errichtet. An die Wilhelm-Pieck-Siedlung schließt sich das fast vollständig ausgelastete Gewerbegebiet der Gemeinde Lödla an. Es befindet sich direkt an der B180 in unmittelbarer Nähe zum Stadtrand von Altenburg und beschäftigt rund 200 Arbeitnehmer.

## Persönlichkeiten
- Karl von Poellnitz (1896–1945), Botaniker, Rittergutsbesitzer von Oberlödla und Ehrenmitglied der „Naturforschenden Gesellschaft des Osterlandes“